# Konístres
Konístres, en grec moderne : Κονίστρες, est un village du dème de Kými-Alivéri, sur l'île d'Eubée, en Grèce.
Selon le recensement de 2011, la population de Konístres compte 575 habitants. 